# Dichagyris constanti
Dichagyris constanti là một loài bướm đêm thuộc họ Noctuidae. Nó được tìm thấy ở Algérie, Maroc, tây nam châu Âu, miền nam Pháp và miền bắc Ý.
Ấu trùng ăn nhiều loại thực vật thân thảo.